# Millennium Tower (Dubai)

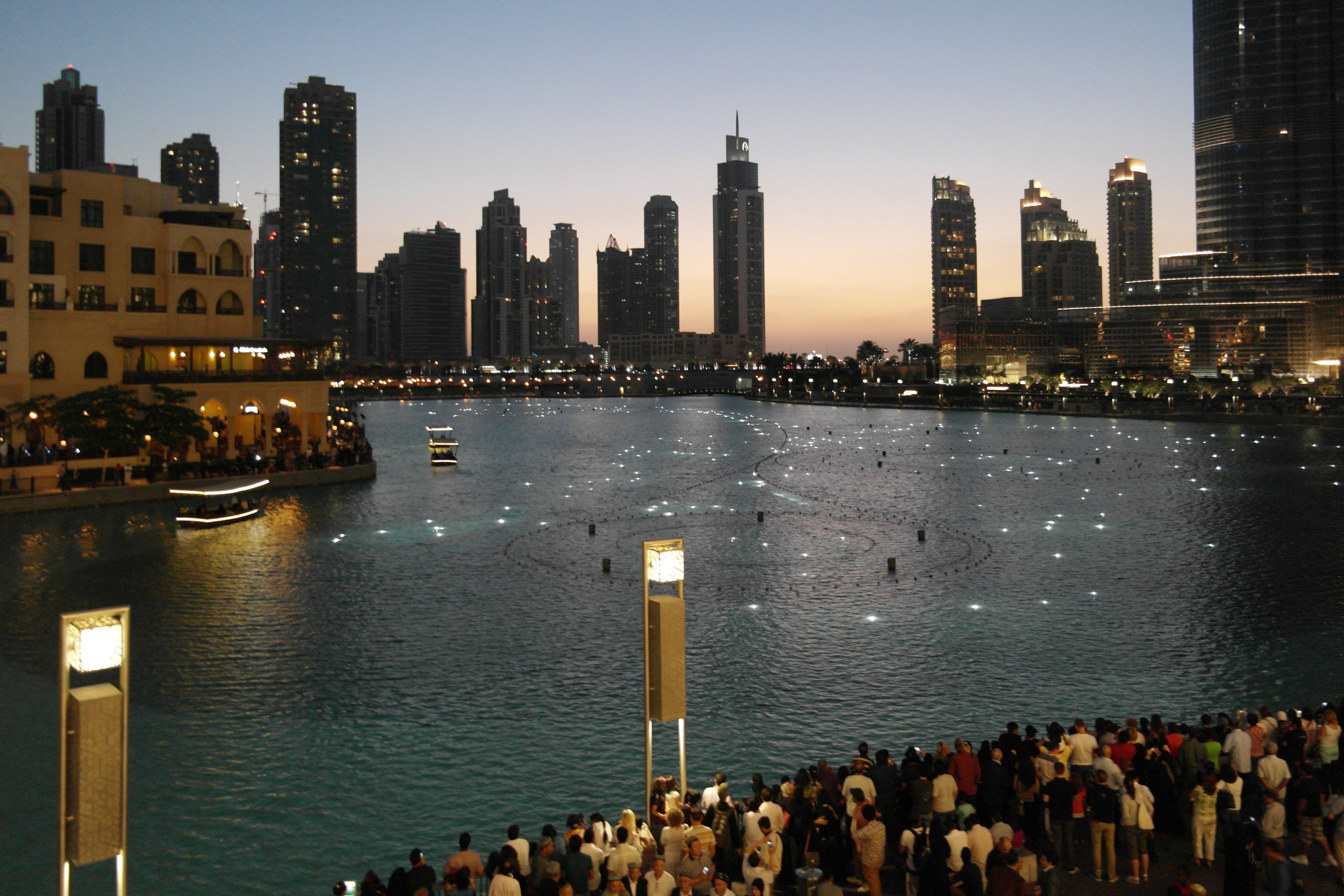
Abends in Dubai, der Millennium Tower ist mittig zu erkennen.

Der Millennium Tower (deutsch Jahrtausend-Turm) ist mit 285 Metern und 60 Etagen einer der höheren Wolkenkratzer in Dubai. Das an der Sheikh Zayed Road gelegene Gebäude wurde 2006 fertiggestellt. Im Gebäude befinden sich 301 Drei-Schlafzimmer-Apartments und 102 Zwei-Schlafzimmer-Apartments. Zum Zeitpunkt der Fertigstellung war es das dritthöchste Wohngebäude nach den beiden australischen Wolkenkratzern Q1 Tower und Eureka Tower. Zum Gebäude gehört ein 10-stöckiges Parkhaus mit 471 Parkbuchten.